# Wollegras
Wollegras (Eriophorum) is een geslacht uit de cypergrassenfamilie (Cyperaceae) met circa 25 soorten.
Wollegras komt voornamelijk voor in veengebieden op het Noordelijk halfrond.
De botanische naam Eriophorum is afgeleid uit het Grieks, erion : wol en pherein : dragen, dus : woldragende (plant).

## Soorten
In Nederland komen vier soorten voor:
- Eriophorum angustifolium (Veenpluis)
- Eriophorum gracile (Slank wollegras)
- Eriophorum latifolium (Breed wollegras)
- Eriophorum vaginatum (Eenarig wollegras)

Overige soorten:
- Eriophorum altaicum
- Eriophorum brachyantherum
- Eriophorum callitrix
- Eriophorum chamissonis
- Eriophorum comosum
- Eriophorum crinigerum
- Eriophorum japonicum
- Eriophorum microstachyum
- Eriophorum russeolum
- Eriophorum scheuchzeri
- Eriophorum tenellum
- Eriophorum virginicum
- Eriophorum viridicarinatum

... · 
Blysmus · 
Bolboschoenus · 
Carex (Zegge) · 
Cladium · 
Cyperus (Cypergras) · 
Eleocharis (Waterbies) · 
Eleogiton · 
Eriophorum (Wollegras) · 
Isolepis · 
Rhynchospora · 
Schoenoplectus (Bies) · 
Schoenus · 
Scirpoides · 
Scirpus · 
Trichophorum · 
...